# Onderscheiding van Koningin Nathalie
De Onderscheiding van Koningin Nathalie (Servisch: Орден краљевице Наталије, Orden kraljevice Natalije), opvolger van de Onderscheiding van Prinses Nathalie werd door haar echtgenoot, de Servische Koning Milan IV Obrenović op 22 februari 1886 (6 maart 1886 in de orthodoxe tijdrekening) ingesteld. Deze onderscheiding was bestemd voor de vrouwen die de gewonden van de Servisch-Bulgaarse Oorlog van dat jaar hebben verpleegd en werd door Nathalie van Servië uitgereikt.
Er zijn twee uitvoeringen van de onderscheiding bekend; met een cyrillische "N", die op de Latijnse "H" lijkt en met een "N". Die laatste versie is voor West-Europese dames bestemd geweest.
De medaille werd in gouden en zilveren uitvoeringen toegekend.

## Het kleinood
Men kan beter over een medaillon dan over een medaille spreken. Deze beide medailles zijn immers een roodgeëmailleerd en geguillocheerd cartouche met op de blauwe ring in gouden letters uit het cyrillisch schrift en in Servische taal de woorden die men als "VOOR DE VERPLEGING VAN GEWONDEN EN ZIEKEN GEDURENDE DE OORLOG" kan vertalen. Om de ring is een groen geëmailleerde lauwerkrans gebonden en als verhoging dient een geëmailleerde gouden vorstenkroon als in de Orde van het Takowo-Kruis.

De ring heeft de vorm van een lint die in een strik eindigt. Op de strik is het Servische wapenschild, een schild met een kruis en ieder kwartier een vuurslag, gelegd.
Het lint is hemelsblauw en opgemaakt tot een platte strik. De uiteinden van het 27 millimeter brede lint werden van inkepingen voorzien. Men droeg de onderscheiding op de linkerschouder.

## Voetnoten
Orde van de Heilige Prins Lazarus · Orde van de Ster van Karageorge · Orde van Milos de Grote · Orde van de Witte Adelaar · Orde van het Kruis van Takawo · Orde van Sint-Sava · Orde van de Joegoslavische Kroon · Onderscheiding van Prinses Nathalie · Onderscheiding van Koningin Nathalie
Zie ook: Ridderorden in Servië · Ridderorden in Joegoslavië